# Alex Velea
Alexandru Ionuț Velea, detto Alex (Craiova, 13 maggio 1984), è un cantautore, rapper e attore romeno.

## Biografia
Alex Velea nasce il 13 maggio 1984 a Craiova, in Romania. Da piccolo ha scoperto la passione per la musica, iniziando a cantare dall'età di 9 anni. A 16 anni, inizia a studiare canto classico per 4 anni. Il 25 luglio 2014 rivela su Facebook che avrà un figlio con la cantante Antonia. È di etnia Rom.

## Carriera musicale
Nel 2003, prima di diventare famoso, partecipa in un programma televisivo chiamato Star Factory, dove esce vincitore. Nel 2004 firma con l'etichetta discografica romena HaHaHa Production, ed inizia a collaborare con cantanti connazionali come Anna Lesko, Anda Adam, i rapper Guess Who, Connect-R e Puya. Nel 2006, conosce Smiley, famoso cantante romeno, nonché uno dei suoi migliori amici. Sempre nel 2006, è stato pubblicato il suo primo album, Yamasha. Raggiunge la vetta della classifica romena. Inizia nel 2009 la sua carriera da attore, in "Un film Simplu" (Un film Semplice), dove ha interpretato un ruolo da antagonista. Esce il suo secondo album, Secret, che prende il nome dall'omonimo singolo. Nel 2011 partecipa al film "Nașa" (La Madrina). Il suo terzo film è stato prodotto nell'aprile 2014, con il nome di "Selfie your Movie", insieme a Smiley. Partecipa, inoltre, al video musicale "Vara mea", canzone di Nicole Cherry.

## Discografia

### Album
- 2006 – Yamasha
- 2022 – Roca roca

### Singoli
- Yamasha (2006)
- Dragoste la prima vedere (feat. Connect-R) (2007)
- Când sunt cu tine (feat. Mandinga) (2008)
- Doamna mea (2008)
- Doar ea (2009)
- Secret (2009) (feat. Puya)
- Don't Say It's Over (2010)
- One Shot (2010)
- Whisper (2011)
- Când noaptea vine (2012)
- Minim doi (2012)
- Cai verzi pe pereti (feat Smiley & Don Baxter) (2012)
- Dincolo de cuvinte (feat Smiley) (2013)
- E marfa tare (2013)
- Din vina ta (2014)
- Defectul tău sunt eu (2014)
- 2023 – Vulgar (con YNY Sebi)
- 2024 – Bam bam (con Misha Miller)

### Collaborazioni
- Nu mai am timp (feat. Anna Lesko) (2003)
- Ce ți-aș face (Selecta) (feat. Anda Adam) (2005)
- Mai vrei (feat. Tudor Sisu & Puya) (2006)
- Dacă dragostea dispare (feat. Connect-R) (2007)
- Turnin' (feat. Grasu XXL) (2009)
- Around the World (feat. Deepside Deejays & Grasu XXL) (2009)
- Convict (feat. Simplu) (2011)
- Sus pe bar (feat. Puya) (2011)
- You Give Me Love (feat. Stefan Stan) (2011)
- Maidanez (feat. Puya, Doddy, Posset, Mahia) (2012)
- Praf (feat. Puya) (2013)
- Aia e (feat. Pacha Man) (2013)
- Spre Stele (feat. Sișu Tudor) (2013)
- Hey Ma (feat. Claydee) (2014)
- Alerg (feat. Rashid e Cabron) (2014)
- Cine-s Sergiu și Andrei? (feat. All Stars Production 2014) (2014)
- Am rămas cu gândul la tine (feat. Mario Fresh) (2014)
- Îmi pare rău (feat. Speak & DOC) (2014)
- Suleyman (feat. Jon Băiat Bun, Ruby, Rashid) (solo nel remix) (2014)
- Iarăși e Crăciunul (feat. Kiss FM All Stars) (2014)